# Tiouli
Tiouli (franska: Tiouli (CR), Tiouli (Commune Rurale), arabiska: ايسلي) är en kommun i Marocko.   Den ligger i provinsen Jerada och regionen Oriental, i den nordöstra delen av landet, 500 km öster om huvudstaden Rabat. Antalet invånare är 4 320.